# Pat Nevin
Patrick Kevin Francis Michael Nevin (ur. 6 września 1963 w Glasgow) – szkocki piłkarz grający na pozycji prawoskrzydłowego.

## Kariera klubowa
Karierę piłkarską Nevin rozpoczął w szkółce piłkarskiej Celtiku. Nie przebił się jednak do podstawowego składu, z powodu zbyt niskiego wzrostu i odszedł do Clyde F.C. W 1981 roku zadebiutował w jego barwach w szkockiej First Division. W drużynie Clyde grał do 1983 roku. 14 lipca podpisał kontrakt z angielską Chelsea F.C., do której trafił za 95 tysięcy funtów. W Division Two zadebiutował 17 września w przegranym 1:2 wyjazdowym meczu z Sheffield Wednesday. W sezonie 1983/1984 zdobył 14 goli dla „The Blues” i przyczynił się do awansu drużyny do Division One (za swoją postawę został wybrany Piłkarzem Roku Chelsea w głosowaniu kibiców). Zarówno w 1985, jak i 1986 roku zajął z Chelsea 6. miejsce w Division One, jednak w kolejnych dwóch „The Blues” zajęli gorsze 14. i 18. miejsca w lidze. Sezon 1987/1988 był też ostatnim w barwach Szkota w klubie z Londynu, który spadł z ligi. Łącznie rozegrał w jego barwach 193 ligowe mecze i zdobył 36 goli.
13 lipca 1988 Nevin został zawodnikiem Evertonu, który zapłacił za niego 925 tysięcy funtów. W nowym zespole swój debiut zaliczył 27 sierpnia w wygranym 4:0 spotkaniu z Newcastle United. W 1989 roku dotarł z Evertonem do finału Pucharu Anglii, jednak „The Toffies” przegrali w nim z rywalem zza miedzy, Liverpoolem 2:3. W 1990 roku menedżerem Evertonu został Howard Kendall i dochodziło do kłótni między nim a Nevinem, który początkowo walczył o miejsce w składzie z Robertem Warzychą i Markiem Wardem, a w 1991 roku odszedł z klubu. Jego dorobek w barwach Evertonu to 109 meczów i 16 goli.
Kolejnym klubem w karierze Nevina był Tranmere Rovers. Początkowo grał z nim w Division Two, a po reorganizacji rozgrywek w Division One. Trzykrotnie z Tranmere uczestniczył w barażach o awans do Premiership, jednak za każdym razem klub odpadał z nich. W 1997 roku Nevin wrócił do Szkocji i został zawodnikiem Kilmarnock F.C. Po półtora roku przeniósł się do Motherwell F.C., a w 2000 roku będąc jego zawodnikiem zakończył karierę piłkarską.
| Sezon   | Klub            | Kraj    | Rozgrywki      | Mecze | Bramki |
| ------- | --------------- | ------- | -------------- | ----- | ------ |
| 1981/82 | Clyde F.C.      | Szkocja | First Division | 34    | 12     |
| 1982/83 | Clyde F.C.      | Szkocja | First Division | 39    | 5      |
| 1983/84 | Chelsea F.C.    | Anglia  | Division Two   | 38    | 14     |
| 1984/85 | Chelsea F.C.    | Anglia  | Division One   | 41    | 4      |
| 1985/86 | Chelsea F.C.    | Anglia  | Division One   | 40    | 7      |
| 1986/87 | Chelsea F.C.    | Anglia  | Division One   | 37    | 5      |
| 1987/88 | Chelsea F.C.    | Anglia  | Division One   | 37    | 6      |
| 1988/89 | Everton F.C.    | Anglia  | Division One   | 25    | 2      |
| 1989/90 | Everton F.C.    | Anglia  | Division One   | 30    | 4      |
| 1990/91 | Everton F.C.    | Anglia  | Division One   | 37    | 8      |
| 1991/92 | Everton F.C.    | Anglia  | Division One   | 17    | 2      |
| 1991/92 | Tranmere Rovers | Anglia  | Division Two   | 8     | 0      |
| 1992/93 | Tranmere Rovers | Anglia  | Division One   | 45    | 13     |
| 1993/94 | Tranmere Rovers | Anglia  | Division One   | 45    | 8      |
| 1994/95 | Tranmere Rovers | Anglia  | Division One   | 44    | 4      |
| 1995/96 | Tranmere Rovers | Anglia  | Division One   | 40    | 3      |
| 1996/97 | Tranmere Rovers | Anglia  | Division One   | 21    | 2      |
| 1997/98 | Kilmarnock F.C. | Szkocja | Premier League | 31    | 5      |
| 1998/99 | Kilmarnock F.C. | Szkocja | Premier League | 3     | 1      |
| 1998/99 | Motherwell F.C. | Szkocja | Premier League | 30    | 0      |
| 1999/00 | Motherwell F.C. | Szkocja | Premier League | 28    | 2      |

## Kariera reprezentacyjna
W reprezentacji Szkocji Nevin zadebiutował 26 marca 1986 roku w wygranym 3:0 towarzyskim meczu z Rumunią, gdy w 72. minucie zmienił Gordona Strachana. W 1992 roku selekcjoner Andy Roxburgh uwzględnił go w kadrze na Euro 92. Na tym turnieju zagrał we dwóch spotkaniach: przegranym 0:2 z Niemcami i wygranym 3:0 ze Wspólnotą Niepodległych Państw. Ogółem do 1996 roku w kadrze Szkocji wystąpił 28 razy i zdobył 5 goli.